# Haut-navarrais

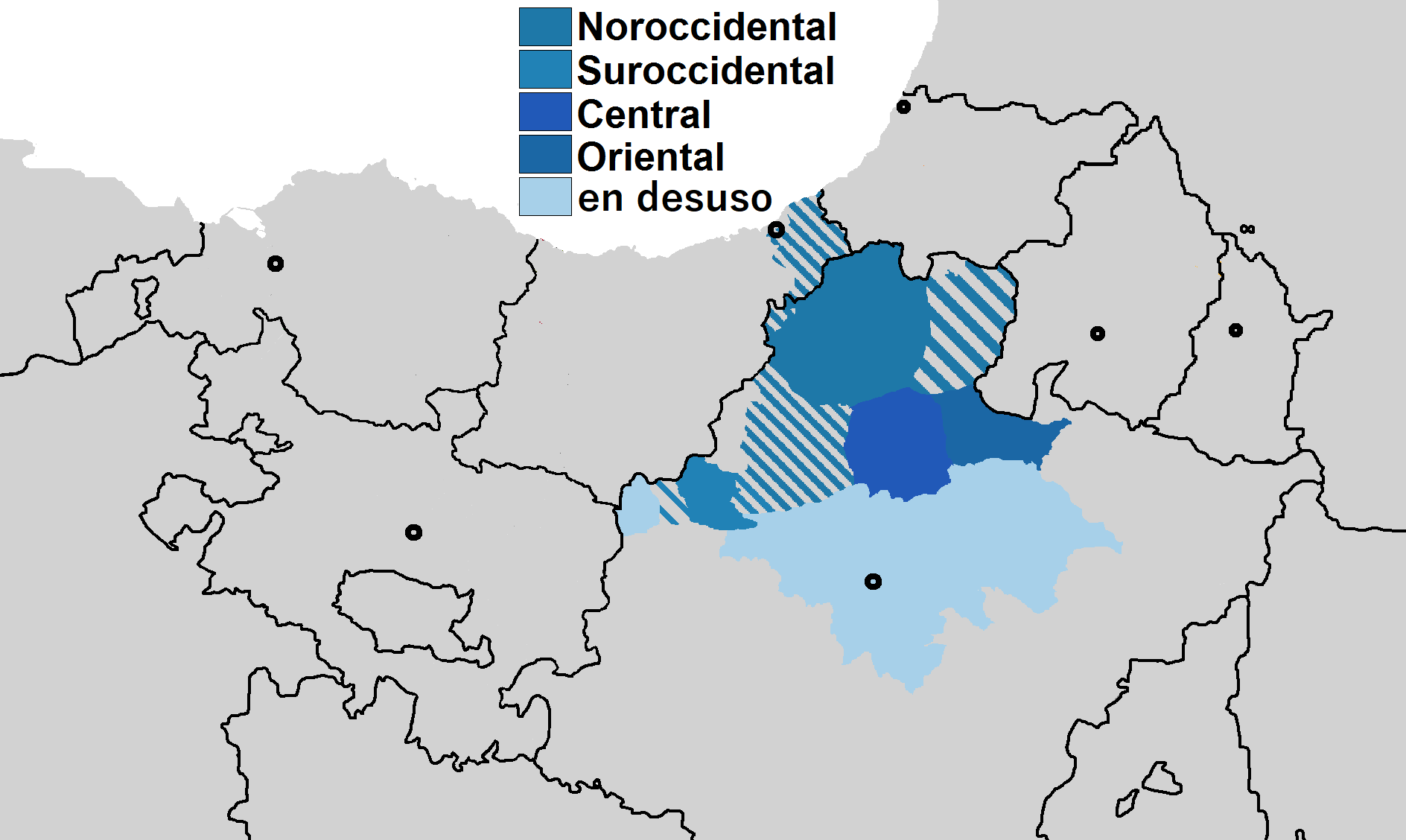

Le haut-navarrais est un dialecte basque parlé en Haute-Navarre, correspondant administrativement à l'actuelle communauté forale de Navarre. Il se subdivise en haut-navarrais septentrional et méridional.